# Devil’s Quoit (Angle)
Der Devil’s Quoit (auch Newton Cromlech genannt) ist ein megalithisches Kammergrab (englisch chambered tomb) inmitten eines Feldes etwa 500 Meter von den Dünen von Broomhill Burrows, bei Angle auf der Südseite des Eingangs zum Milford Haven Waterway in Pembrokeshire in Wales.

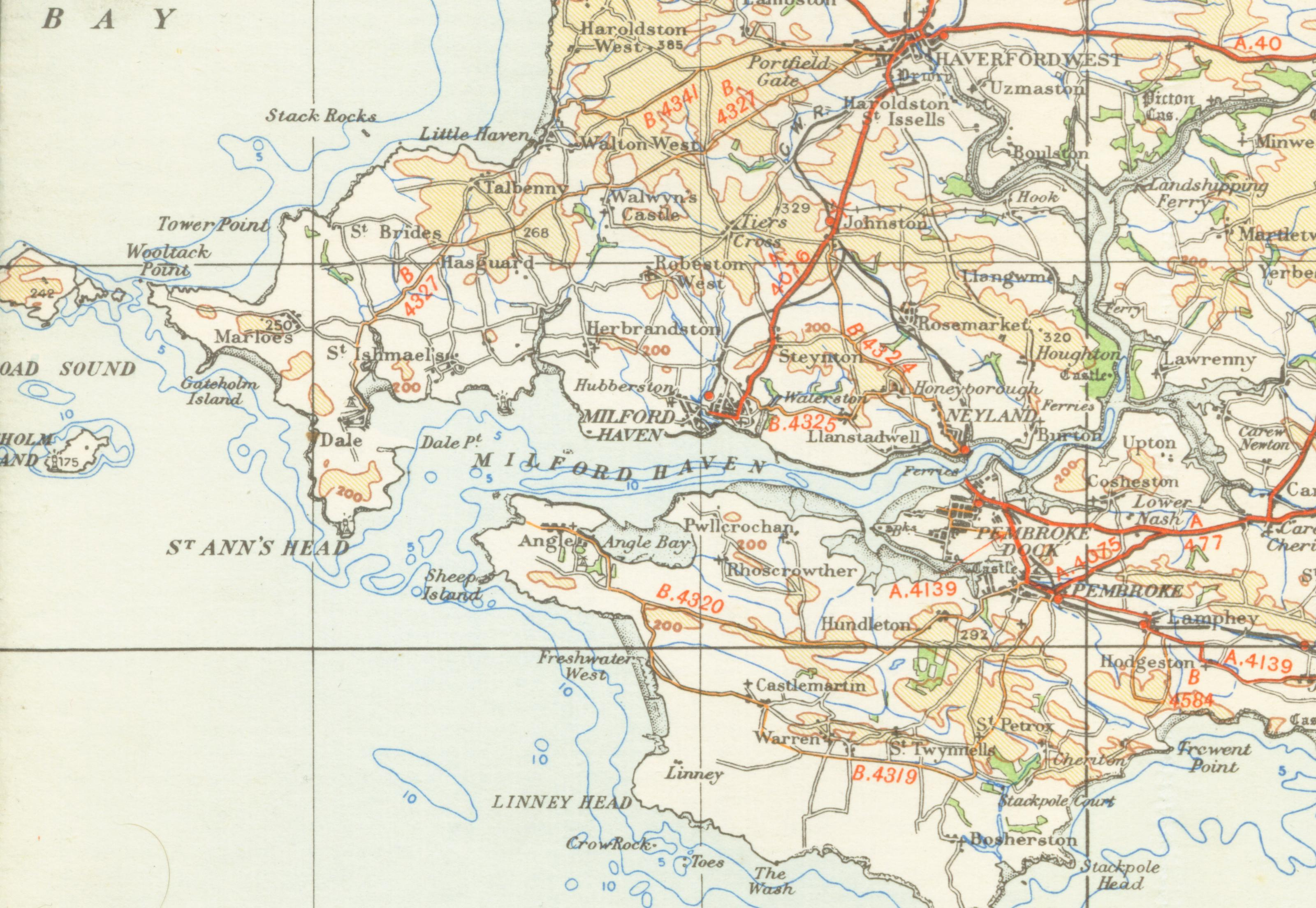
Lage von Angle

Das verstürzte Portal Tomb besteht aus zwei in situ befindlichen etwa 1,3 m hohen Portalsteinen und dem großen, verrutschten Deckstein von 3,7 × 2,4 × 0,5 m, der sich gegen die Portalsteine lehnt und auf dem Rest einen Endsteins aufliegt. Im Inneren liegen Reste weiterer Steine.
Als Quoits werden in Cornwall und Wales (nicht in Irland) Portal Tombs aus der Jungsteinzeit bezeichnet, bei denen zwei senkrechte Megalithen die einzige Deckplatte stützen. Diese Dolmen wurden im 19. Jahrhundert auch als Cromlechs bezeichnet.
Etwa 350 m entfernt liegen die Kilpaison Burrows.